# Archidium rothii
Archidium rothii är en bladmossart som beskrevs av William Walter Watts och Georg Roth 1914. Archidium rothii ingår i släktet Archidium och familjen Archidiaceae. Inga underarter finns listade i Catalogue of Life.